# Абрашкевич Юрій Давидович
Абрашкевич Юрій Давидович (нар. 10 квітня 1938, Київ, Україна) — інженер-механік, доктор технічних наук (1990).
Закінчив Київський технологічний інститут легкої промисловості (1961).
В 1961—1963 роках працював в Укрдіпролегпромі, в 1963—1964 роках — у СКБ «Будмашина», 1964—1968 рр. — в ДКБ «Буддормаш».
Від 1970 — у Київській філії ВНДІ монтажспецбуду (від 1991 р. — НДІ з технології і механізації монтажних робіт).
З січня 1991 року — директор Досліджень у галузі механізації трудомісткості ручних процесів, зокрема відрізувальних і зачищувальних операцій.

## Праці
- Абразивные армированные инструменты для строительно-монтажных работ. Москва, 1983 (співавт.);
- Оптимизация параметров абразивных инструментов // Исслед. процессов монтажа технолог. оборудования. Москва, 1987.